# Přerubenice
Přerubenice (hovorově Červenice, německy Schlag) jsou obec v okrese Rakovník ve Středočeském kraji. Leží zhruba patnáct kilometrů severovýchodně od Rakovníka, šestnáct kilometrů jihovýchodně od Loun a osmnáct kilometrů západně od Slaného. Žije zde 87 obyvatel. Ves leží na severovýchodním okraji Džbánu v údolí Pozdeňského potoka, sevřeném návšími Vošková (468 metrů) na severu a Střela (482 metrů) na jihu. V obci se na potoce nacházejí dva rybníky – Čekalův a Chřást.

## Název
Název pochází od přídavného jména „přerúbené“, tj. přeroubené (chalupy), jeho základem je sloveso roubit, znamenající „sekat, stavět z otesaných trámů“. Protože název se vyslovoval se zkráceným u již ve 14. století, nedošlo v něm k pozdější změně ú > ou. Nedbalá výslovnost názvu Přerubenice dala vzniknout variantě Červenice.

## Historie
První písemná zmínka o vesnici pochází z roku 1318, kdy zde bývala zemanská tvrz, na níž seděli Zdeněk a Předvoj z Přerubenic (Prziedwoy de Przierubenicz).

## Obyvatelstvo
| Rok            | 1869 | 1880 | 1890 | 1900 | 1910 | 1921 | 1930 | 1950 | 1961 | 1970 | 1980 | 1991 | 2001 | 2011 | 2021 |
| -------------- | ---- | ---- | ---- | ---- | ---- | ---- | ---- | ---- | ---- | ---- | ---- | ---- | ---- | ---- | ---- |
| Počet obyvatel | 153  | 170  | 181  | 175  | 174  | 171  | 190  | 130  | 127  | 101  | 63   | 44   | 68   | 68   | 79   |
| Počet domů     | 22   | 26   | 29   | 31   | 32   | 32   | 43   | 49   | 42   | 36   | 25   | 39   | 42   | 44   | 47   |

## Obecní správa

### Územněsprávní začlenění
Dějiny územněsprávního začleňování zahrnují období od roku 1850 do současnosti. V chronologickém přehledu je uvedena územně administrativní příslušnost obce v roce, kdy ke změně došlo:
- 1850 země česká, kraj Praha, politický okres Rakovník, soudní okres Nové Strašecí, obec Bdín[7]
- 1855 země česká, kraj Praha, soudní okres Nové Strašecí, obec Bdín
- 1868 země česká, politický okres Slaný, soudní okres Nové Strašecí, obec Bdín
- 1920 země česká, politický okres Slaný, soudní okres Nové Strašecí[8]
- 1939 země česká, Oberlandrat Kladno, politický okres Slaný, soudní okres Nové Strašecí[9]
- 1942 země česká, Oberlandrat Praha, politický okres Slaný, soudní okres Nové Strašecí[10]
- 1945 země česká, správní okres Slaný, soudní okres Nové Strašecí[11]
- 1949 Pražský kraj, okres Nové Strašecí[12]
- 1960 Středočeský kraj, okres Rakovník
- k 1. lednu 1980 Středočeský kraj, okres Rakovník, obec Srbeč[8]
- k 24. listopadu 1990 Středočeský kraj, okres Rakovník[8]
- 2003 Středočeský kraj, obec s rozšířenou působností Rakovník

### Části obce
Obec sestává z vesničky Přerubenice a osady Dučice, položené v závěru stejného údolí necelý kilometr západněji. Obě části leží v katastrálním území Přerubenice.
- Přerubenice
- Dučice

### Obecní symboly
Znak a vlajka byly obci uděleny rozhodnutím předsedy Poslanecké sněmovny Parlamentu České republiky dne 14. prosince 2018.

## Společnost
Ve vsi Přerubenice (přísl. Dučice, 280 obyvatel) byly v roce 1932 evidovány tyto živnosti a obchody: důl Humboldt, důl Kníže Schwarzenberg, družstvo pro rozvod elektrické energie v Přerubenicích-Dučicích, hostinec, kovář, obchod s prádlem, obchod s lahvovým pivem, rolník, 3 obchody se smíšeným zbožím, švadlena, trafika.

## Doprava
Dopravní síť
- Pozemní komunikace – Do obce vede silnice III. třídy.
- Železnice – Železniční trať ani stanice na území obce nejsou.

Veřejná doprava 2021
- Autobusová doprava – V obci Přerubenice zastavuje linka 583 (Milý,Bor - Mšec - Nové Strašecí), 2 páry spojů a linka 628 (Řevničov - Mšec - Kladno), 8 párů spojů. Zastávka je na znamení.

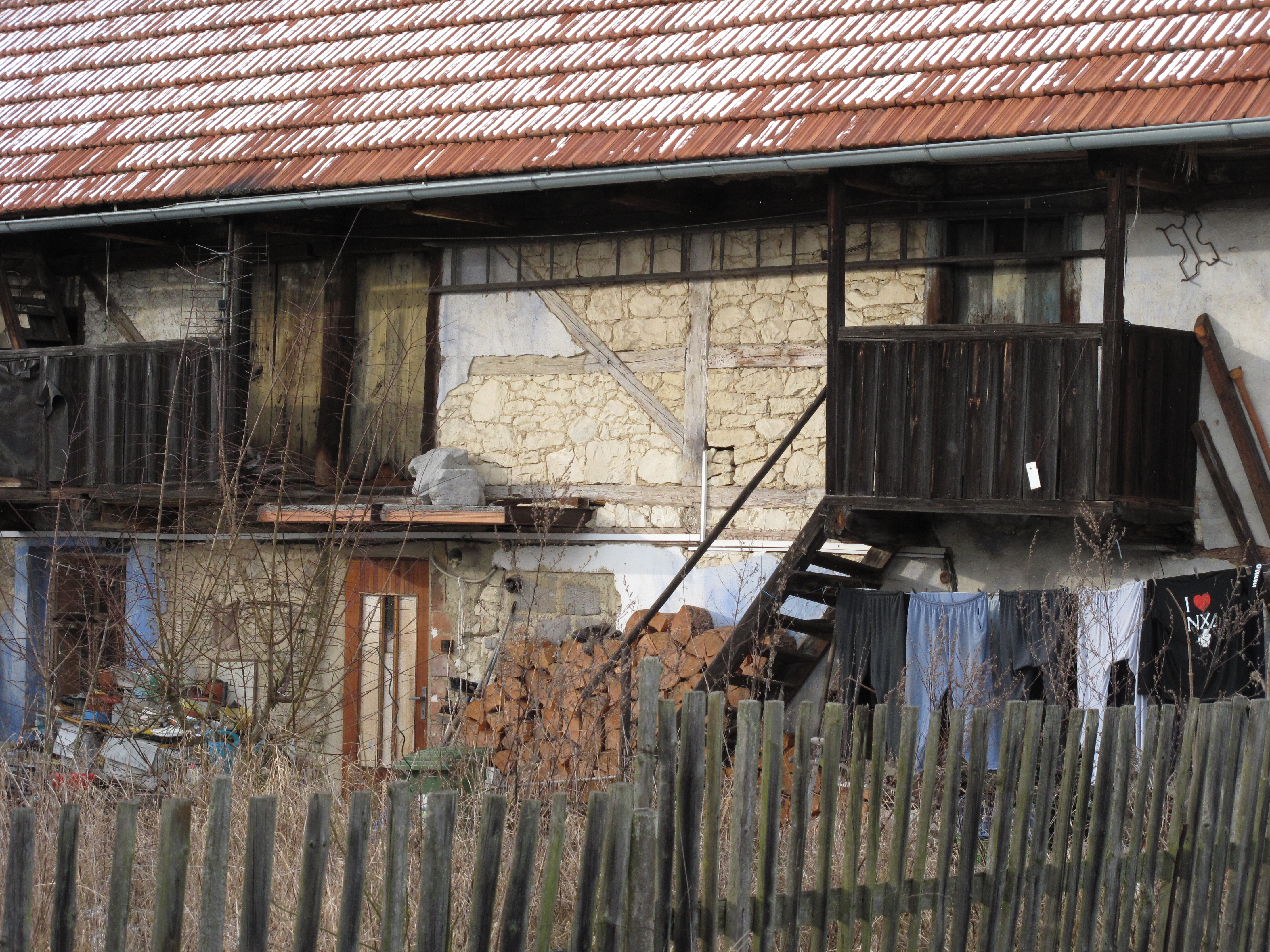
Hrázděný dům